# Plethiandra robusta
Plethiandra robusta är en tvåhjärtbladig växtart som först beskrevs av Célestin Alfred Cogniaux, och fick sitt nu gällande namn av Madhavan Parameswarau Nayar. Plethiandra robusta ingår i släktet Plethiandra och familjen Melastomataceae. Inga underarter finns listade i Catalogue of Life.